# Patagonium valdesia
Patagonium valdesia là một loài thực vật có hoa trong họ Đậu. Loài này được (Clos) Kuntze mô tả khoa học đầu tiên năm 1891.